# Richard Hickox
Richard Sidney Hickox (Stokenchurch, 5 maart 1948 – Swansea, 23 november 2008) was een  koor-, orkest- en operadirigent.
Hij studeerde aan de Royal Academy of Music in Londen van 1966 tot 1967 en vervolgens orgel aan het Queens' College in Cambridge van 1967 tot 1970. In 1971 richtte hij de City of London Sinfonia op, waar hij dirigent bleef tot aan zijn dood. Hetzelfde jaar stichtte hij ook het Richard Hickox Singers & Orchestra op. Hij was muziekdirecteur van het Endellion Music Festival van 1972 tot 2008. In 1972, op 24-jarige leeftijd, werd hij Martin Neary's opvolger als organist en muziekmeester van het St. Margaret's in Westminster (de kerk van de Houses of Parliament). Hij werd ook dirigent van het Londen Symphony Choir (1976) en van het Bradford Festival Choir (1978). In Nederland was hij van 1980 tot 1985 vaste gastdirigent van het Radio Filharmonisch Orkest. In 1990 was hij mede-oprichter van het barokorkest Collegium Musicum 90, samen met Simon Standage. Van 1982 tot 1990 was hij artistiek directeur van de Northern Sinfonia. Hij was ook gastdirigent van het London Symphony Orchestra van 1985 tot aan zijn dood en vijf jaar muzikaal directeur van het Festival van Spoleto in Italië. Van 2000 tot 2006 was hij chef-dirigent van het BBC National Orchestra of Wales. 
In 2005 werd hij muziekdirecteur van de Opera Australia. Na zijn komst verlieten de Australische operazangers Fiona Janes and Bruce Martin de instelling. Zij uitten kritiek op  Hickox en de Opera Australia, omdat de artistieke standaarden achteruitgegaan zouden zijn gegaan sinds Hickox aan de leiding was gekomen. Hij had kort voor zijn dood een nieuw contract als muziekdirecteur bij de Opera Australia gekregen tot 2012.
In november 2008 overleed Hickox in Swansea na plaatopnamen, vermoedelijk ten gevolge van een hartaanval. Hickox was tweemaal gehuwd. Zijn eerste huwelijk met Frances Sheldon-Williams eindigde in een scheiding. Zijn tweede echtgenote, de alt Pamela Helen Stephen, en drie kinderen overleefden hem.

## Repertoire
Hickox heeft veel gedaan voor de Britse muziek. Hij was voorzitter van de Edward Elgar Society. Hij was een Benjamin Britten-specialist, verzorgde de première van diverse werken van Peter Maxwell Davies en maakte voor het label Chandos cd-opnamen van vele zelden uitgevoerde 20ste-eeuwse Britse componisten, zoals William Alwyn, Herbert Howells en Edmund Rubbra. 
In 1996 kreeg Richard Hickox een Grammy Award voor zijn opname van de opera Peter Grimes van Benjamin Britten. In 2001 riep het gerenommeerde muziektijdschrift Gramophone zijn opname van A London Symphony van Ralph Vaughan Williams uit tot Record of the Year. Op het moment van zijn dood was hij bezig met het opnemen van de Choral Symphony van Gustav Holst.